# Hellboy II: L'exèrcit daurat
Hellboy II: L'exèrcit daurat (títol origina en anglès: Hellboy II: The Golden Army) és una pel·lícula estatunidenca de 2008 dirigida per Guillermo del Toro que té com a protagonista principal a Hellboy, un dimoni bo que lluita contra el mal, entre els seus enemics està Nuada, príncep demoníac del món subterrani. És la continuació de la pel·lícula Hellboy i està basada també en els còmics de Mike Mignola.

## Argument
Hellboy un dimoni bo que lluita contra el mal, entre els seus enemics està Nuada, príncep demoníac del món subterrani. Es diu que, des dels inicis de la Terra, l'home, la bèstia i tots els éssers màgics convivien en completa pau i harmonia sota l'arbre pare; però es diu també que l'home va ser creat amb un forat d'ambició al cor que no s'ompliria amb coneixement ni cap poder i que en la seva infinita avarícia l'home va voler estendre els seus dominis per tota la Terra. La sang de molts follets i gnoms va ser vessada en la guerra contra l'home. El rei Valorg va contemplar la matança amb horror i va cridar a una treva.
Va ser llavors quan l'últim gnom li va demanar al rei que li permetés forjar un exèrcit de guerrers mecànics, soldats que no coneixerien la gana, ni la por, ni el dolor, ni cap lleialtat. El príncep Nuada va pregar al seu pare que permetés crear aquest exèrcit i aquest va accedir. I també es va forjar una corona que permetria als de sang real liderar l'Exèrcit Daurat perquè ningú no qüestionés el seu poder. I quan l'home va tornar a marxar, va sentir la terra tremolar i el cel enfosquin-se amb figures gegantines i monstruoses que no sentien pietat ni temor per ningú. El cor del rei es va omplir de tristesa i va cridar el seu poble a una treva.
Va dividir la corona en 3 fragments, una per als humans i 2 per a si mateix i, en aquest acord, l'home dominaria les ciutats i els éssers màgics controlarien els boscos. Aquest acord es respectaria per tots els seus fills i els fills dels seus fills per tota l'eternitat. El príncep Nuada no creia en les promeses de l'home i va marxar al seu exili jurant tornar el dia que el seu poble realment ho necessités. L'exèrcit daurat va ser tancat a les entranyes de la terra i allà roman, silenciós, indestructible esperant despertar algun dia.
Després de la ruptura d'un acord mil·lenari entre la humanitat i els poders invisibles d'un món fantàstic, l'infern a la Terra és cada vegada més a prop. El príncep, que es maneja tant al món dels humans com en el de les criatures mítiques, decideix trair als seus avantpassats, i desperta a un exèrcit imparable de criatures diabòliques, i per a això reuneix els 3 fragments de la corona reial de Vedmura que despertés l'Exèrcit Daurat. Ara, en aquest moment de debilitat, Hellboy haurà de combatre contra el príncep i el seu exèrcit. Al costat del seu equip habitual de l'Agència d'Investigació i Defensa Paranormal, la piroquinética Liz Sherman, l'amfibi Abe Sapien, i comptant aquesta vegada amb l'ectoplásmic i místic Johann Krauss. Hellboy viatjarà entre els dos mons, fent front a les versions corpòries dels éssers invocats des del món de fantasia. Hellboy, que pertany als dos mons, haurà d'elegir entre la vida que coneix i el desconegut destí que li reclama.

## Repartiment
| Actor           | Personatge                 |
| --------------- | -------------------------- |
| Ron Perlman     | Hellboy                    |
| Selma Blair     | Liz Sherman                |
| Doug Jones      | Abraham Sapien             |
| Luke Goss       | Nuada                      |
| Jeffrey Tambor  | Tom Manning                |
| John Hurt       | Trevor 'Broom' Bruttenholm |
| John Alexander  | Johann Krauss              |
| Anna Walton     | Nuala                      |
| Brian Steele    | Fragglewump (Wink/Cronie)  |
| Roy Dotrice     | King Balor                 |
| Montse Ribé     | Young Hellboy              |
| Jamie Wilson    | Cat Vendor                 |
| Santiago Segura | Distinguished Buyer        |